# Flensburger Kreisbahn T3 und T4
Die Verbrennungstriebwagen Flensburger Kreisbahn T3 und T4 der Flensburger Kreisbahn waren benzolmechanische Triebwagen mit der Achsfolge 2’(A1), die gemeinsam mit den Triebwagen T1 und T2 den Personenverkehr auf der Kreisbahn durchführten. Nach Einstellung des Personenverkehrs versahen sie auf verschiedenen anderen Schmalspurbahnen den Verkehr, bis sie bis 1972 ausgemustert wurden. Beide Fahrzeuge wurden verschrottet.

## Geschichte

### Flensburger Kreisbahn
Nachdem die Flensburger Kreisbahn mit den beiden Triebwagen T1 und T2 gute Erfahrungen gesammelt hatte, entschloss sie sich 1927 zur Beschaffung eines weiteren Triebwagens. Nachdem die AEG und DWK in die Triebwagen-AG aufgegangen waren, wurde der Folgeauftrag an die Deutschen Werke vergeben. 1929 erfolgte ein weiterer Auftrag, der besonders für den Vorortverkehr Richtung Glücksburg gedacht war.
Die Triebwagen aus Kiel haben sich im Betrieb bewährt und verkehrten im Personenverkehr mit Beiwagen. Bis Mitte 1930 hatte der T3 200.000 Kilometer und der T4 100.000 Kilometer zurückgelegt, nach 800.000 Kilometer hat es noch keine Getriebeschäden der Fahrzeuge gegeben. Der Triebwageneinsatz war bei der Kleinbahn gut durchorganisiert; für jeden Wagen gab es zwei Stammpersonale, die für ihre Fahrzeuge verantwortlich waren. Jeder Wagen wurde im Halbjahresrhythmus der Werkstatt zugeführt. Dank sorgfältiger Überwachung konnten kleinere Defekte sofort entdeckt und behoben werden. 
Beide Triebwagen wurden während des Zweiten Weltkrieges auf Gasantrieb umgebaut. Nach dem Krieg wurden beide Wagen auf Dieselmotor umgerüstet. Nach Einstellung des Personenverkehrs auf der Flensburger Kreisbahn fanden beide Fahrzeuge neue Einsatzgebiete.

### Steinhuder Meer-Bahn
Durch die Steinhuder Meer-Bahn wurde der ehemalige T3 mit neuer Bezeichnung T 53 übernommen. Er versah hier bis 1957 Dienst auf der Strecke Wunstorf – Rehburg. Von dieser Zeit an wurde der Triebwagen vier Jahre lang zum Schlepptriebwagen umgebaut. Dabei wurde er mit zwei Dieselmotoren von KHD ausgerüstet und erhielt die Achsfolge (1A)(A1). Ein weiteres Merkmal war die Ausstattung mit einer durchgehenden Frontscheibe. Der Umbau war die Grundlage, auch nach Beendigung des Personenverkehres bei der Steinhuder Meer-Bahn, bevorzugt im Rollbockverkehr eingesetzt zu werden. Verschrottet wurde er erst in der Zeit 1970–1972.

### Kreisbahn Emden–Pewsum–Greetsiel
Durch die Kreisbahn Emden–Pewsum–Greetsiel wurde der ehemalige T4 mit neuer Bezeichnung T 54 übernommen. Hier wurde der Wagen vorrangig für den Güterverkehr eingesetzt. Dadurch konnte die Gesellschaft mit zwei weiteren Triebwagen den Güterverkehr weitgehend verdieseln. Der Verschleiß an dem Fahrzeug war so hoch, dass er 1960 in Emden grundlegend überholt werden musste. Seit dieser Zeit hatte der Wagen eine neue Stirnpartie mit gummieingefassten Stirnfenstern. Hier versah der Triebwagen Dienst bis zur Stilllegung der Strecke 1963.

### Sylter Inselbahn
Nach der Stilllegung der Kreisbahn Emden–Pewsum–Greetsiel wurde der Triebwagen an die Sylter Inselbahn abgegeben, wo er von 1965 an bis zur Stilllegung Dienst tat. Verschrottet wurde der Triebwagen 1972.

## Konstruktive Merkmale
Das etwa 16.500 mm lange Untergestell trug das Kastengerippe, welches mit zwei Millimeter starken Blechen verkleidet war. Sämtliche Blechverbindungen waren noch genietet. Die Innengestaltung wurde aus Sperrholz ausgeführt. Ebenso wurde die Innenhaut des Daches aus Sperrholz gestaltet. Die Fahrzeuge besaßen die 3. Wagenklasse. Sie waren vom Sitzplatzangebot größer als die Triebwagen T1 und T2, was sich äußerlich an den sieben Seitenfenstern (mit Doppeloberlicht) bemerkbar machte. Weiteres Merkmal der Fahrzeuge waren die Kuhfänger an den Stirnseiten sowie die vier Dachkühler.
Die benzol-mechanische Maschinenanlage war in einem Maschinentragrahmen gelagert, der in den Pfannen des Drehgestellrahmens gelagert wurde. Dadurch konnte zum einen eine einseitige Belastung eines Drehgestelles vermieden werden, es ergab sich eine günstige Belastung der inneren Antriebsachsen. Die gesamte Antriebsanlage war nach dem Anheben des Wagenkastens frei zugänglich, was die Instandhaltung wesentlich erleichterte. Im Anlieferungszustand wurde der T3 von einem wassergekühlten Vierzylinder-Viertakt-Benzolmotor und der T4 von einem wassergekühlten Sechs-Zylinder-Viertakt-Benzolmotor der DWK angetrieben. Sie ragten teilweise in den Fahrgastraum hinein und wurden durch eine Sitzbank abgedeckt. Diese Motoren gaben ihr Drehmoment an ein mechanisches Viergang-Getriebe der Bauart TAG weiter, welches pneumatisch geschaltet wurde. Die Kupplung wurde mit Fußbetätigung bedient. Die Kraftübertragung auf die Antriebsachse wurde mit Gelenkwellen realisiert.
Die Triebwagen waren mit Druckluftbremse ausgerüstet. Da die Dampflokomotiven der Gesellschaft noch Saugluftbremsen besaßen, ergab sich der betrieblich interessante Fakt, dass die Beiwagen mit Bremsen ausgestattet waren, die mit beiden Bremsbauarten kompatibel waren, einer sogenannten Suchanek-Bremse. Der T3 war bei Anlieferung dunkelgrün mit schwarzen Zierstreifen lackiert. Der T4 war ab Werk kirschrot/gelb lackiert. Später erhielt auch der T3 diese Lackierung.